# Sinodendron yunnanense
Sinodendron yunnanense là một loài bọ cánh cứng trong họ Lucanidae. Loài này được Kral mô tả khoa học năm 1994.